# Jiaozhoubron
Jiaozhoubron (eller Qingdao-Haiwan-bron) är en 26,27 km vägbro i Kina mellan Qingdao och Huangdao. Bron är en del av Jiaozhoubuktens kommunikationsprojekt, med en total längd på 41,58 km.
Sedan december 2012 räknas det som världens längsta bro över vatten.